# 丙二酸
丙二酸，也称缩苹果酸，是一个二羧酸，酸酐為二氧化三碳，化学式为CH2(COOH)2，可看作由甲烷的两个氢原子被羧基取代形成。丙二酸及丙二酸酯是有机合成中的重要试剂。

## 生物化学
- 丙二酸的钙盐为白色晶体，大量存在于甜菜根中。
- 丙二酸可作竞争抑制剂，在呼吸电子传递链中抑制琥珀酸脱氢酶（复合物II）。

## 病理学
如果丙二酸水平升高的同时伴有甲基丙二酸水平升高，这可能表明代谢性疾病结合性丙二酸及甲基丙二酸血症(CMAMMA)。通过计算血浆中丙二酸和甲基丙二酸的比例，CMAMMA可以与典型的甲基丙二酸尿症相区别。

## 有机合成
丙二酸一般从乙酸制取。乙酸与氯气反应得到氯乙酸，再用碳酸钠处理生成钠盐，与氰化钠发生亲核取代反应，得到氰乙酸。氢氧化钠溶液水解，氰基转化为羧酸根离子，然后酸化即得丙二酸。

## 有机反应
- 丙二酸与尿素缩合生成巴比妥酸，用于生产巴比妥酸盐药物。
- Knoevenagel缩合反应中的试剂，如与丙酮缩合生成丙二酸环亚异丙酯。
- 丙二酸酯，如丙二酸二乙酯、丙二酸二甲酯，是−CH2COOH合成子。参见丙二酸酯合成。
- 由丙二酸合成的米氏酸是有机合成上非常有用的试剂。
- 加熱時丙二酸會分解成乙酸跟二氧化碳，是為脫羧反應。